# David Óistrakh
David Fiódorovitx Oistrakh, rus: Дави́д Фё́дорович О́йстрах (Odessa, 30 de setembre de 1908 - Amsterdam, 24 d'octubre de 1974) fou un violinista i director d'orquestra ucraïnès de l'època soviètica, un dels de major prestigi del segle xx.

## Biografia
Óistrakh va rebre els primers ensenyaments del pedagog del violí Piotr Stoliarski. Óistrakh no va posseir de petit uns dots extraordinaris que revelessin la categoria excel·lent que va arribar a assolir amb el violí. De fet, va començar tocant la viola en l'orquestra del Conservatori. Només un parell de mesos després va pujar de nivell a solista i va fer el seu debut executant el Concert en la menor de Johann Sebastian Bach.
Un any després, va fer el debut com a intèrpret solista, sense orquestra. Els següents dos anys va fer gira en solitari per Rússia, i finalment va debutar a Leningrad amb el Concert per a violí i orquestra de Txaikovski.
En 1939 Óistrakh va quedar en segon lloc en el Premi Wieniawski, perdent davant Ginette Neveu, solista de quinze anys. Això esborra el mite que Óistrakh nasqués sent virtuós. Finalment va deixar empremta en l'escena internacional en guanyar el premi més important en el Concours Eugène Ysaÿe a Brussel·les. Des d'aquell moment la carrera d'Óistrakh va quedar establerta, però un pèl frenada perquè la Unió Soviètica era summament protectora de la seva gent i es negava a deixar-lo anar. Va continuar ensenyant al Conservatori de Moscou però, quan la Unió Soviètica va anar a la guerra contra Hitler, deixà aquesta tasca pedagògica per fer recitals al front per mantenir alta la moral de les tropes.

## Repertori i enregistraments
Óistrakh va estrenar moltes obres de compositors contemporanis, sovint escrites expressament per a ell.

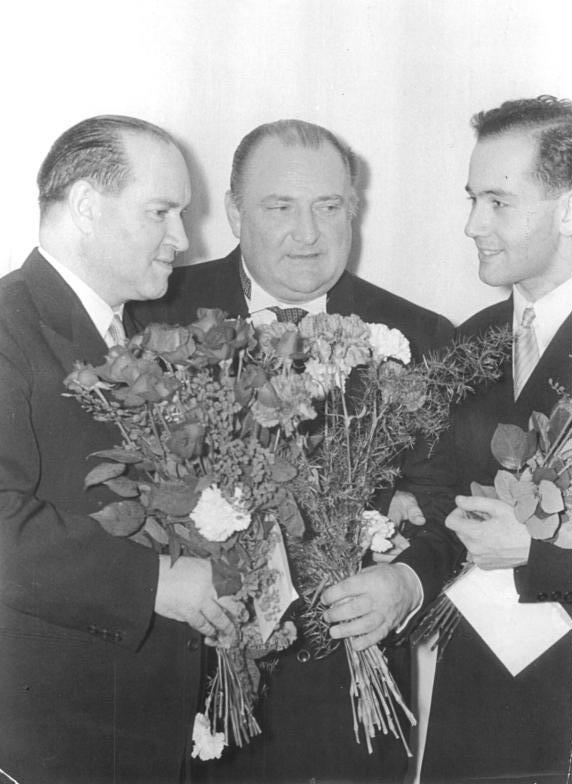
David i Ígor Óistrakh a Berlín l'any 1957

Els seus enregistraments i interpretacions dels concerts per a violí de Xostakóvitx i Prokófiev són molt coneguts, però també interpretava concerts clàssics. Va treballar amb orquestres en Rússia, i amb músics en Europa i els Estats Units. Un altre enregistrament famós és la qual va fer juntament amb Sviatoslav Richter i Mstislav Rostropóvitx del Triple Concert de Beethoven dirigits per Herbert von Karajan. Aram Khatxaturian i Dmitri Xostakóvitx li van dedicar els seus concerts per a violí, a més de convèncer Prokófiev per a fer un arranjament de la sonata per a flauta i convertir-la en la segona sonata per a violí i piano.
David Óistrakh va ser pare del violinista Ígor Óistrakh. Ambdós van fer diversos enregistraments junts.

## Tasca pedagògica
Óistrakh va ser un respectat pedagog, que va passar els seus millors anys en el Conservatori de Moscou, al costat de personatges com Iuri Iankelévitx i Borís Goldstein, i on va tenir alumnes tan avantatjats com Oleg Kagan (1946-1990) o Gidon Kremer.

## Últims anys
Va morir mentre estava a Amsterdam el 1974. Les restes van ser retornades a Moscou, on va ser enterrat en el Cementiri Novodévichi.
Va rebre el títol d'Artista del Poble de l'URSS (1953), dues Ordes de Lenin, un Premi Stalin (1943) i un Premi Lenin (1960)